# Love Someone (bài hát của Jason Mraz)
"Love Someone" là bài hát của ca sĩ-nhạc sĩ người Mỹ Jason Mraz.

## Danh sách track
- Tải nhạc[1]

1. Love Someone — 4:16

- Tải nhạc (9 Theory Remixes)[2]

1. Love Someone (9 Theory Remix) — 3:31
2. Love Someone (9 Theory Magical Mystery Mix) — 4:53

## Bảng xếp hạng
| Bảng xếp hạng (2014)                              | Vị trí cao nhất |
| ------------------------------------------------- | --------------- |
| Bỉ (Ultratip Flanders)                            | 16              |
| Bỉ (Ultratip Wallonia)                            | 27              |
| Brazil (ABPD)                                     | 55              |
| Brazil (Billboard Hot 100)                        | 60              |
| Canada (Canadian Hot 100)                         | 79              |
| Canada AC (Billboard)                             | 36              |
| Đức (GfK)                                         | 83              |
| Nhật Bản (Japan Hot 100)                          | 18              |
| Thụy Sĩ (Schweizer Hitparade)                     | 55              |
| Hoa Kỳ Bubbling Under Hot 100 Singles (Billboard) | 14              |

## Lịch sử phát hành
| Vùng   | Ngày                | Định dạng                           | Nhãn             | Chú thích |
| ------ | ------------------- | ----------------------------------- | ---------------- | --------- |
| Hoa Kỳ | 19 tháng 5 năm 2014 | tải nhạc                            | Atlantic Records | [ 13 ]    |
| Hoa Kỳ | 10 tháng 3 năm 2015 | Digital download (9 Theory Remixes) | Atlantic Records | [ 2 ]     |